# Poigny-la-Forêt
Poigny-la-Forêt település Franciaországban, Yvelines megyében. Lakosainak száma 930 fő (2022. január 1.). Poigny-la-Forêt La Boissière-École, Les Bréviaires, Gazeran, Hermeray, Rambouillet és Saint-Léger-en-Yvelines községekkel határos.

## Népesség
A település népességének változása:
| Lakosok száma | 949  | 966  | 983  | 931  | 919  | 916  | 909  | 900  | 930  |
|               | 2013 | 2015 | 2016 | 2017 | 2018 | 2019 | 2020 | 2021 | 2022 |